# 人字双棒虫
人字双棒虫（学名：Amphirhopalum ypsilon）为孔盘虫科双棒虫属的动物。分布于马达加斯加外海、印度洋西部其他海域以及中国东海等海域。